# 8.ª etapa del Giro de Italia 2025
La 8.ª etapa del Giro de Italia 2025 tuvo lugar el 17 de mayo de 2025 y consistió en una etapa de perfil montañoso con inicio en la población italiana Castel di Sangro y final en la localidad de Tagliacozzo, sobre un recorrido de 168 km. El vencedor fue el español Juan Ayuso del equipo UAE Team Emirates XRG, mientras que el esloveno Primož Roglič del equipo Red Bull-BORA-hansgrohe se colocó como líder de la carrera.

## Clasificación de la etapa[2]
| Giulianova - Castelraimondo | etapa de media montaña | (197 km) |

| \| Clasificación de la etapa \| Clasificación de la etapa \| Clasificación de la etapa \| Clasificación de la etapa \| Clasificación de la etapa \| \| Ciclista \| Ciclista \| Equipo \| Tiempo \| \| \| ------------------------- \| ------------------------- \| ----------------------------- \| ------------------------- \| ------------------------- \| \| 1.º \| Lucas Plapp \| Team Jayco AlUla \| 4 h 44 min 20 s \| \| \| 2.º \| Wilco Kelderman \| Team Visma \\| Lease a Bike \| + 38 s \| \| \| 3.º \| Diego Ulissi \| XDS Astana Team \| + 38 s \| \| \| 4.º \| Igor Arrieta \| UAE Team Emirates XRG \| + 1 min 22 s \| \| \| 5.º \| Nicolas Prodhomme \| Decathlon-AG2R La Mondiale \| + 1 min 35 s \| \| \| 6.º \| Andrea Vendrame \| Decathlon-AG2R La Mondiale \| + 1 min 48 s \| \| \| 7.º \| Lorenzo Fortunato \| XDS Astana Team \| + 1 min 48 s \| \| \| 8.º \| Georg Steinhauser \| EF Education-EasyPost \| + 2 min 59 s \| \| \| 9.º \| Romain Bardet \| Team Picnic-PostNL \| + 3 min 02 s \| \| \| 10.º \| Alessio Martinelli \| VF Group-Bardiani CSF-Faizanè \| + 4 min 37 s \| \| |                    |                               |                 |
| |                    |                               |                 |
| Fuente: ProCyclingStats |                    |                               |                 |
| Clasificación de la etapa |                    |                               |                 |
| Ciclista | Ciclista           | Equipo                        | Tiempo          |
| 1.º | Lucas Plapp        | Team Jayco AlUla              | 4 h 44 min 20 s |
| 2.º | Wilco Kelderman    | Team Visma \| Lease a Bike    | + 38 s          |
| 3.º | Diego Ulissi       | XDS Astana Team               | + 38 s          |
| 4.º | Igor Arrieta       | UAE Team Emirates XRG         | + 1 min 22 s    |
| 5.º | Nicolas Prodhomme  | Decathlon-AG2R La Mondiale    | + 1 min 35 s    |
| 6.º | Andrea Vendrame    | Decathlon-AG2R La Mondiale    | + 1 min 48 s    |
| 7.º | Lorenzo Fortunato  | XDS Astana Team               | + 1 min 48 s    |
| 8.º | Georg Steinhauser  | EF Education-EasyPost         | + 2 min 59 s    |
| 9.º | Romain Bardet      | Team Picnic-PostNL            | + 3 min 02 s    |
| 10.º | Alessio Martinelli | VF Group-Bardiani CSF-Faizanè | + 4 min 37 s    |

## Clasificaciones al final de la etapa

### Clasificación general(Maglia Rosa)[3]
| \| Clasificación general \| Clasificación general \| Clasificación general \| Clasificación general \| Clasificación general \| \| Ciclista \| Ciclista \| Equipo \| Tiempo \| \| \| --------------------- \| --------------------- \| -------------------------- \| --------------------- \| --------------------- \| \| 1.º \| Diego Ulissi \| XDS Astana Team \| 29 h 21 min 23 s \| \| \| 2.º \| Lorenzo Fortunato \| XDS Astana Team \| + 12 s \| \| \| 3.º \| Primož Roglič \| Red Bull-Bora-Hansgrohe \| + 17 s \| \| \| 4.º \| Juan Ayuso \| UAE Team Emirates XRG \| + 20 s \| \| \| 5.º \| Isaac Del Toro \| UAE Team Emirates XRG \| + 26 s \| \| \| 6.º \| Antonio Tiberi \| Bahrain Victorious \| + 44 s \| \| \| 7.º \| Max Poole \| Team Picnic-PostNL \| + 47 s \| \| \| 8.º \| Michael Storer \| Tudor Pro Cycling Team \| + 50 s \| \| \| 9.º \| Brandon McNulty \| UAE Team Emirates XRG \| + 51 s \| \| \| 10.º \| Simon Yates \| Team Visma \\| Lease a Bike \| + 56 s \| \| |                   |                            |                  |
| |                   |                            |                  |
| Fuente: ProCyclingStats |                   |                            |                  |
| Clasificación general |                   |                            |                  |
| Ciclista | Ciclista          | Equipo                     | Tiempo           |
| 1.º | Diego Ulissi      | XDS Astana Team            | 29 h 21 min 23 s |
| 2.º | Lorenzo Fortunato | XDS Astana Team            | + 12 s           |
| 3.º | Primož Roglič     | Red Bull-Bora-Hansgrohe    | + 17 s           |
| 4.º | Juan Ayuso        | UAE Team Emirates XRG      | + 20 s           |
| 5.º | Isaac Del Toro    | UAE Team Emirates XRG      | + 26 s           |
| 6.º | Antonio Tiberi    | Bahrain Victorious         | + 44 s           |
| 7.º | Max Poole         | Team Picnic-PostNL         | + 47 s           |
| 8.º | Michael Storer    | Tudor Pro Cycling Team     | + 50 s           |
| 9.º | Brandon McNulty   | UAE Team Emirates XRG      | + 51 s           |
| 10.º | Simon Yates       | Team Visma \| Lease a Bike | + 56 s           |

### Clasificación por puntos(Maglia Ciclamino)[4]
| Clasificación por puntos | Clasificación por puntos | Clasificación por puntos      | Clasificación por puntos | Clasificación por puntos |
| Ciclista                 | Ciclista                 | Equipo                        | Puntos                   |                          |
| ------------------------ | ------------------------ | ----------------------------- | ------------------------ | ------------------------ |
| 1.º                      | Mads Pedersen            | Lidl-Trek                     | 153 pts                  |                          |
| 2.º                      | Alessandro Tonelli       | Team Polti VisitMalta         | 59 pts                   |                          |
| 3.º                      | Olav Kooij               | Team Visma \| Lease a Bike    | 55 pts                   |                          |
| 4.º                      | Casper van Uden          | Team Picnic-PostNL            | 50 pts                   |                          |
| 5.º                      | Orluis Aular             | Movistar Team                 | 42 pts                   |                          |
| 6.º                      | Edoardo Zambanini        | Bahrain Victorious            | 41 pts                   |                          |
| 7.º                      | Thomas Pidcock           | Q36.5 Pro Cycling Team        | 31 pts                   |                          |
| 8.º                      | Manuele Tarozzi          | VF Group-Bardiani CSF-Faizanè | 26 pts                   |                          |
| 9.º                      | Lucas Plapp              | Team Jayco AlUla              | 25 pts                   |                          |
| 10.º                     | Taco van der Hoorn       | Intermarché-Wanty             | 25 pts                   |                          |

### Clasificación de la montaña(Maglia Azzurra)[5]
| Clasificación de la montaña | Clasificación de la montaña | Clasificación de la montaña   | Clasificación de la montaña | Clasificación de la montaña |
| Ciclista                    | Ciclista                    | Equipo                        | Puntos                      |                             |
| --------------------------- | --------------------------- | ----------------------------- | --------------------------- | --------------------------- |
| 1.º                         | Lorenzo Fortunato           | XDS Astana Team               | 98 pts                      |                             |
| 2.º                         | Juan Ayuso                  | UAE Team Emirates XRG         | 50 pts                      |                             |
| 3.º                         | Paul Double                 | Team Jayco AlUla              | 36 pts                      |                             |
| 4.º                         | Manuele Tarozzi             | VF Group-Bardiani CSF-Faizanè | 32 pts                      |                             |
| 5.º                         | Isaac Del Toro              | UAE Team Emirates XRG         | 24 pts                      |                             |
| 6.º                         | Sylvain Moniquet            | Cofidis                       | 22 pts                      |                             |
| 7.º                         | Romain Bardet               | Team Picnic-PostNL            | 18 pts                      |                             |
| 8.º                         | Diego Ulissi                | XDS Astana Team               | 17 pts                      |                             |
| 9.º                         | Egan Bernal                 | Ineos Grenadiers              | 16 pts                      |                             |
| 10.º                        | Alessandro Tonelli          | Team Polti VisitMalta         | 16 pts                      |                             |

### Clasificación de los jóvenes(Maglia Bianca)[6]
| Clasificación del mejor joven | Clasificación del mejor joven | Clasificación del mejor joven | Clasificación del mejor joven | Clasificación del mejor joven |
| Ciclista                      | Ciclista                      | Equipo                        | Tiempo                        |                               |
| ----------------------------- | ----------------------------- | ----------------------------- | ----------------------------- | ----------------------------- |
| 1.º                           | Juan Ayuso                    | UAE Team Emirates XRG         | 29 h 21 min 43 s              |                               |
| 2.º                           | Isaac Del Toro                | UAE Team Emirates XRG         | + 6 s                         |                               |
| 3.º                           | Antonio Tiberi                | Bahrain Victorious            | + 24 s                        |                               |
| 4.º                           | Max Poole                     | Team Picnic-PostNL            | + 27 s                        |                               |
| 5.º                           | Giulio Pellizzari             | Red Bull-Bora-Hansgrohe       | + 40 s                        |                               |
| 6.º                           | Davide Piganzoli              | Team Polti VisitMalta         | + 1 min 13 s                  |                               |
| 7.º                           | Mathias Vacek                 | Lidl-Trek                     | + 1 min 14 s                  |                               |
| 8.º                           | Martin Tjøtta                 | Arkéa-B&B Hotels              | + 4 min 04 s                  |                               |
| 9.º                           | Embret Svestad-Bårdseng       | Arkéa-B&B Hotels              | + 5 min 59 s                  |                               |
| 10.º                          | Edoardo Zambanini             | Bahrain Victorious            | + 8 min 08 s                  |                               |

### Clasificación por equipos"Súper team"[7]
| Clasificación por equipos | Clasificación por equipos  | Clasificación por equipos | Clasificación por equipos |
| Equipo                    | Equipo                     | Tiempo                    |                           |
| ------------------------- | -------------------------- | ------------------------- | ------------------------- |
| 1.º                       | UAE Team Emirates XRG      | 88 h 02 min 12 s          |                           |
| 2.º                       | XDS Astana Team            | + 2 min 56 s              |                           |
| 3.º                       | Lidl-Trek                  | + 7 min 38 s              |                           |
| 4.º                       | Movistar Team              | + 7 min 45 s              |                           |
| 5.º                       | Team Visma \| Lease a Bike | + 8 min 35 s              |                           |
| 6.º                       | Red Bull-BORA-hansgrohe    | + 10 min 08 s             |                           |
| 7.º                       | Bahrain-Victorious         | + 11 min 54 s             |                           |
| 8.º                       | Team Jayco AlUla           | + 12 min 09 s             |                           |
| 9.º                       | Ineos Grenadiers           | + 12 min 35 s             |                           |
| 10.º                      | Team Picnic-PostNL         | + 17 min 58 s             |                           |

## Abandonos
Ninguno.